# Tomàs Fuentes
Tomàs Fuentes   (Badalona, 13 de juny de 1983) és un còmic, locutor, presentador, guionista, productor de comèdia i monologuista català. Actualment (2021) treballa com a guionista en La Competència (Rac 1), Està passant (TV3), escriu per a la web satírica El Mundo Today, i col·labora a Hoy por Hoy (Cadena Ser) i Via lliure (Rac 1). És fundador i professor a l'escola de comèdia Lallamaschoool on té diversos cursos sobre escriptura de monòlegs i gestiona open mics bimensuals.

## Biografia
Fuentes va néixer a Badalona el 1983, va estudiar comunicació audiovisual a la Universitat Ramon Llull (2000-2004), després va fer un postgrau en guió de ficció i entreteniment per la Universitat Pontifícia de Salamanca (2004-2006). Va fer les pràctiques dels seus estudis en 2003 amb la productora El Terrat.
Va començar la seva trajectòria professional com a guionista per a El Terrat al març de 2003 on va estar escrivint els monòlegs del programa d'Andreu Buenafuente, amb qui continuaria col·laborant fins al 2012, escrivint uns 1000 monòlegs d'inici per a Buenafuente. Llavors fa fundar la seva pròpia productora, 12 monos, juntament amb un grup de guionistes i productors joves. Ha estat guionista de dues gales dels premis Goya (2010 i 2011) i els premis Gaudí (2017).
El 2013 al costat d'Álvaro Carmona van crear el grup musical Da Flowers i van fer un viral en Youtube amb la cançó Huesca capital mundial, arribant a més d'1 milió de reproduccions. El 2014 va ser guionista del programa El Foraster de TV3. Després va ser guionista d'Òrbita Laika de la 2.
He treballat per Comedy Central escrivint per Roast Battle España el 2018 i 2019.
Actualment treballa com a guionista a La Competència (Rac 1), Està passant (TV3), escriu per a la web satírica El Mundo Today, i col·labora a l'Hoy por hoy (Cadena Ser) i al Via lliure (RAC1). També és copresentador al costat d'Ignasi Taltavull d'un podcast/xou de comèdia anomenat La ruina que es grava setmanalment.
El 31 de gener de 2023, després de tres mesos d'emissió del programa de TV3 Zona Franca, va desistir de seguir col·laborant-hi en disconformitat per la decisió de la CCMA d'acomiadar el col·laborador Manel Vidal per un gag on vinculava els «progres espanyolistes, votants del PSC» amb una esvàstica.

## Llibres
- Siri, cómeme los huevos (Bridge, 2016)[18]
- 100 famosos que no conoces (2016).[19]

- ¿Quién se ha llevado mi máster? Claves para ser ministro sin estudiar en el intento (2018).[20]